# Sober (canción de Inna)
«Sober» es una canción de la cantante rumana Inna, estrenada en formato digital y streaming el 6 de mayo de 2020 a través de Global Records. Fue escrita por Jordan Shaw, Joachim Walker y Freedo, mientras que este último se encargó de la producción. «Sober» ha sido descrita como una pista de deep house, el estilo musical que utiliza su predecesor, «Not My Baby» (2020). La letra discute el deseo de una persona solitaria de estar en una relación.
Tras su lanzamiento, «Sober» ha recibido reseñas positivas por parte de los críticos de música, quienes elogiaron la letra y el talento vocal de Inna. Para acompañar al sencillo, se publicaron dos videos musicales en el canal oficial de Inna en YouTube el 6 y 21 de mayo de 2020, respectivamente. El primero, que es el videoclip oficial, fue filmado por Bogdan Păun y presenta a Inna durante una sesión de fotos en blanco y negro en su residencia. El metraje formó parte de la colección de Global Records, Home Edition Series, que muestra a sus artistas desde entornos privados.

## Antecedentes y composición
«Sober» fue escrita por Jordan Shaw, Joachim Walker y Freedo, mientras que este último se encargó de la producción. Global Records estrenó el sencillo en formato digital y streaming el 6 de mayo de 2020. «Sober» utiliza un ritmo impulsado de EDM «moderno» y contiene el estilo de deep house que también presenta su predecesor, «Not My Baby» (2020). La pista se compone de versos, con sonidos de cuerda pulsada que se pueden oír, un estribillo «poderoso» pero minimalista, y un drop musical que utiliza prominentemente un sintetizador durante la melodía principal junto con voces alteradas. Líricamente, «Sober» discute el deseo de una persona solitaria de estar en una relación y conectarse personalmente con alguien «en lugar de salir con gente por la noche».

## Recepción
Tras su lanzamiento, «Sober» ha recibido reseñas positivas por parte de los críticos de música. Modestas Mankus, de Our Culture Mag, elogió la «estructura sólida» de la canción y la voz «pegadiza y eufónica» de Inna, mientras que Jonathan Currinn, de CelebMix, también alabó esto último, además de su letra que, según el profesional, encaja perfectamente con la actual pandemia de COVID-19 ya que «hay muchas personas en cuarentena y en verdad, están completamente solas». Manuel Probst, de Dance-Charts, destacó el ritmo pegadizo y bailable de «Sober» y afirmó que la voz de Inna le da al sencillo una sensación de autenticidad.

## Videos musicales
El video oficial de «Sober» se estrenó en el canal oficial de Inna en YouTube el 6 de mayo de 2020. Fue filmado por Bogdan Păun, mientras que Alexandru Mureșan se desempeñó como el director de fotografía y Loops Production como los productores. Anca Buldur se encargó del maquillaje, Adonis Enache manejó los estilos de peinado y RDStyling aportó con la vestimenta. El videoclip formó parte de la colección de Global Records, Home Edition Series, que muestra a sus artistas desde entornos privados en sus hogares. En una entrevista, Inna confesó que el rodaje no fue convencional, ya que tuvo lugar en su residencia y solo requirió tres personas. En el metraje, filmado en blanco y negro, la cantante aparece durante una sesión de fotos, mientras luce atuendos casuales, bebe champaña y sostiene un micrófono en su mano, a la vez que parece estar «aburrida». Las tomas también retratan una silla, el baño y la cama de Inna. Currinn, de CelebMix, etiquetó la apariencia de Inna como «sexy y atrevida», y la comparó con su videoclip de 2011, «Endless». También se publicó un video adicional para la versión extendida de «Sober» el 21 de mayo de 2020; Alex Chițu se encargó del proceso de edición.

## Formatos
| Descarga digital |         |          |  |
| N.º              | Título  | Duración |  |
| 1.               | «Sober» | 2:42     |  |

## Historial de lanzamiento
| País  | Fecha             | Formato(s)       | Discográfica | Ref.  |
| ----- | ----------------- | ---------------- | ------------ | ----- |
| Mundo | 6 de mayo de 2020 | Descarga digital | Global       | [ 2 ] |